# Hood County
Das Hood County ist ein County im Bundesstaat Texas der Vereinigten Staaten. Das U.S. Census Bureau hat bei der Volkszählung 2020 eine Einwohnerzahl von 61.598 ermittelt. Der Sitz der County-Verwaltung (County Seat) befindet sich in Granbury.

## Geographie
Das County liegt etwa 90 km nordöstlich des geographischen Zentrums von Texas und hat eine Fläche von 1131 Quadratkilometern, wovon 39 Quadratkilometer Wasserfläche sind. Es grenzt im Uhrzeigersinn an folgende Countys: Parker County, Johnson County, Somervell County, Erath County und Palo Pinto County.

## Geschichte
Hood County wurde am 2. November 1866 aus Teilen des Johnson County gebildet. Benannt wurde es nach John Bell Hood, einem General der Konföderierten Armee und Kommandeur der Hood’s Texas Brigade während des Amerikanischen Bürgerkriegs. Er stieg bis zum Generalleutnant auf und erhielt 1864 den Oberbefehl über die Army of Tennessee, mit der er im Dezember gleichen Jahres in der Schlacht von Nashville den Unionstruppen unterlag. Im Jahr 1865 wurde ihm das Kommando entzogen.

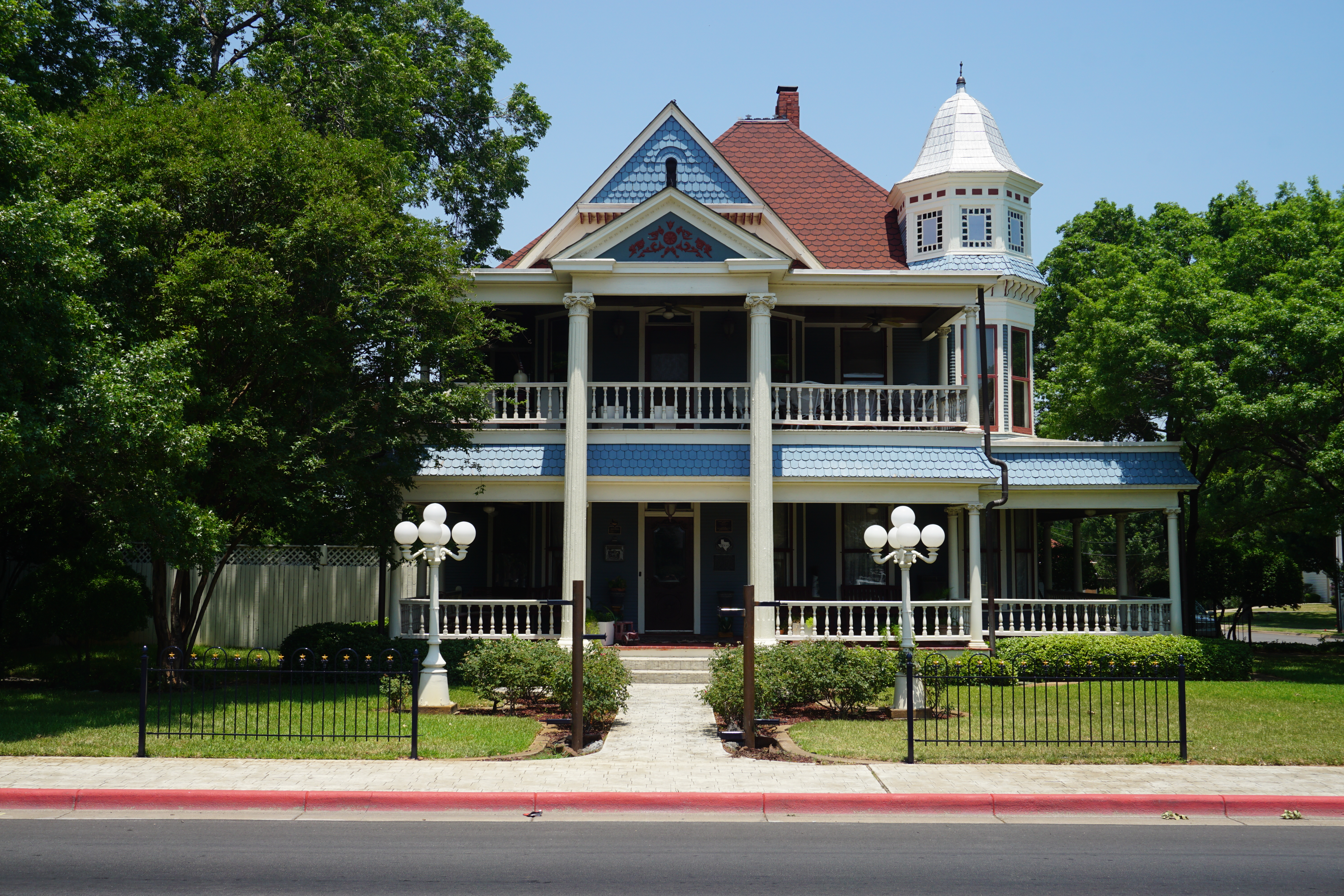
Baker-Carmichael House (2018)

Drei Bauwerke und Stätten im County sind im National Register of Historic Places („Nationales Verzeichnis historischer Orte“; NRHP) eingetragen (Stand 24. November 2021), darunter das Baker-Carmichael House.

## Demografische Daten
Nach der Volkszählung im Jahr 2000 lebten im Hood County 41.100 Menschen. Davon wohnten 601 Personen in Sammelunterkünften, die anderen Einwohner lebten in 16.176 Haushalten und 12.099 Familien. Die Bevölkerungsdichte betrug 38 Einwohner pro Quadratkilometer. Ethnisch betrachtet setzte sich die Bevölkerung zusammen aus 94,77 Prozent Weißen, 0,33 Prozent Afroamerikanern, 0,82 Prozent amerikanischen Ureinwohnern, 0,31 Prozent Asiaten, 0,04 Prozent Bewohnern aus dem pazifischen Inselraum und 2,40 Prozent aus anderen ethnischen Gruppen; 1,32 Prozent stammten von zwei oder mehr ethnischen Gruppen ab. 7,24 Prozent der Einwohner waren spanischer oder lateinamerikanischer Abstammung.
Von den 16.176 Haushalten hatten 28,8 Prozent Kinder oder Jugendliche, die mit ihnen zusammen lebten. 63,6 Prozent waren verheiratete, zusammenlebende Paare 7,8 Prozent waren allein erziehende Mütter und 25,2 Prozent waren keine Familien. 21,6 Prozent waren Singlehaushalte und in 10,0 Prozent lebten Menschen im Alter von 65 Jahren oder darüber. Die durchschnittliche Haushaltsgröße betrug 2,50 und die durchschnittliche Familiengröße betrug 2,88 Personen.
23,6 Prozent der Bevölkerung war unter 18 Jahre alt, 6,7 Prozent zwischen 18 und 24, 25,2 Prozent zwischen 25 und 44, 26,6 Prozent zwischen 45 und 64 und 17,9 Prozent waren 65 Jahre alt oder älter. Das Medianalter betrug 42 Jahre. Auf 100 weibliche Personen kamen 96,2 männliche Personen und auf 100 Frauen im Alter von 18 Jahren oder darüber kamen 94,1 Männer.
Das jährliche Durchschnittseinkommen eines Haushalts betrug 43.668 USD, das Durchschnittseinkommen einer Familie betrug 50.111 USD. Männer hatten ein Durchschnittseinkommen von 38.662 USD, Frauen 23.723 USD. Das Prokopfeinkommen betrug 22.261 USD. 6,0 Prozent der Familien und 8,5 Prozent der Einwohner lebten unterhalb der Armutsgrenze.

## Orte im County
| - Cresson - Granbury - Lipan | - Paluxy - Tolar |